# Michelle Weeks
 (août 2013).
Si vous disposez d'ouvrages ou d'articles de référence ou si vous connaissez des sites web de qualité traitant du thème abordé ici, merci de compléter l'article en donnant les références utiles à sa vérifiabilité et en les liant à la section « Notes et références ».
Pour les articles homonymes, voir Weeks.
Michelle Weeks, de son vrai nom Michelle Reynoso et aussi connue sous le pseudonyme Skee W., née à Brooklyn, est une chanteuse, compositrice, productrice, danseuse et actrice américaine.
Elle a commencé sa carrière au début des années 1990. Elle a fait partie des groupes House Divas et Space master.
Son principal titre est The Light (2002) et elle apparaît en featuring sur de nombreux singles dance,, comme sur le titre Give Me Love (1998) de DJ Dado.
Elle a joué dans le film La Petite Boutique des horreurs (1986),.